# Мительман, Аллан
Аллан Мительман (англ. Allan Mitelman, род. 6 августа 1946) — австралийский художник-абстракционист.

## Биография
Аллан Мительман родился в Польше в 1946 году, с 1953 года с семьёй в Австралии. В 1968 году окончил Колледж высшего образования Прахран (Prahran College of Advanced Education) и Королевский институт технологии в Мельбурне (Royal Melbourne Institute of Technology). Живёт в Мельбурне.
Индивидуальные выставки — с 1969 года.
Ученик Мительмана — Льюис Миллер (Lewis Miller, род. 1959) — удостоился премии Арчибальда (1998) за портрет учителя.

## Награды
- 2004 Sir John Sulman Prize, Art Gallery of New South Wales
- 1999 Commission, «Collage» Sydney Ball, Andrew Christophides, Robert Jacks, George Johnson, Inge King, Allan Mitelman
- 1998 Biennial National Works on Paper Exhibition, Mornington Peninsula Regional Gallery
- 1993 Studio Series № 2/1992, Monash University, Melbourne
- 1992 Commission, original print for Traversare I Monash University
- 1989 Visual Arts and Crafts Board of the Australia Council Fellowship
- 1977 Bathurst Art Award
- 1976 Wollongong Art Purchase Prize
- 1976 Fremantle Arts Centre Print Prize
- 1975 Commission, «The Outback Reader-A Collection of Australian Contemporary and Experimental Short Fiction»
- 1974 Corio Art Prize
- 1973 Visual Arts Board of the Australia Council Grant
- 1972 Henry Worland Memorial Prize
- 1970 Geelong Art Prize

## Галерея
- Льюис Миллер, «Портрет Аллана Мительман № 3» (Archibald Prize, 1998)
- Картины
- Ray Hughes Gallery
- Фотопортрет и список наград
- Обзор и фотопортрет (недоступная ссылка)
- Фотопортрет